# Mopane
Der Mopane (Colophospermum mopane), auch Mopani genannt, ist die einzige Art der Pflanzengattung Colophospermum, die zur Familie der Hülsenfrüchtler (Fabaceae) gehört. Die Pflanze ist im Südlichen Afrika weit verbreitet.

## Beschreibung

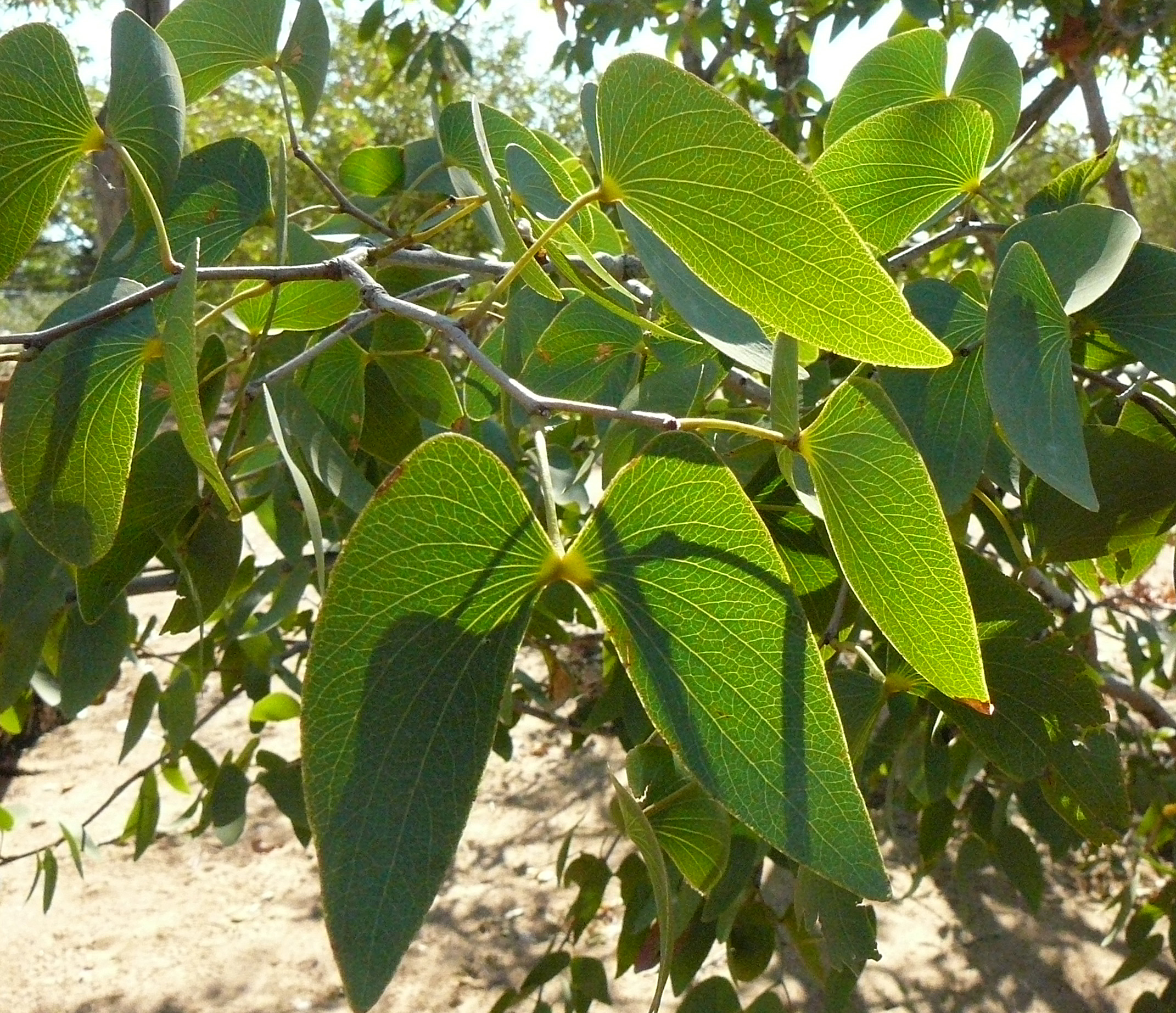
Gestielte Laubblätter

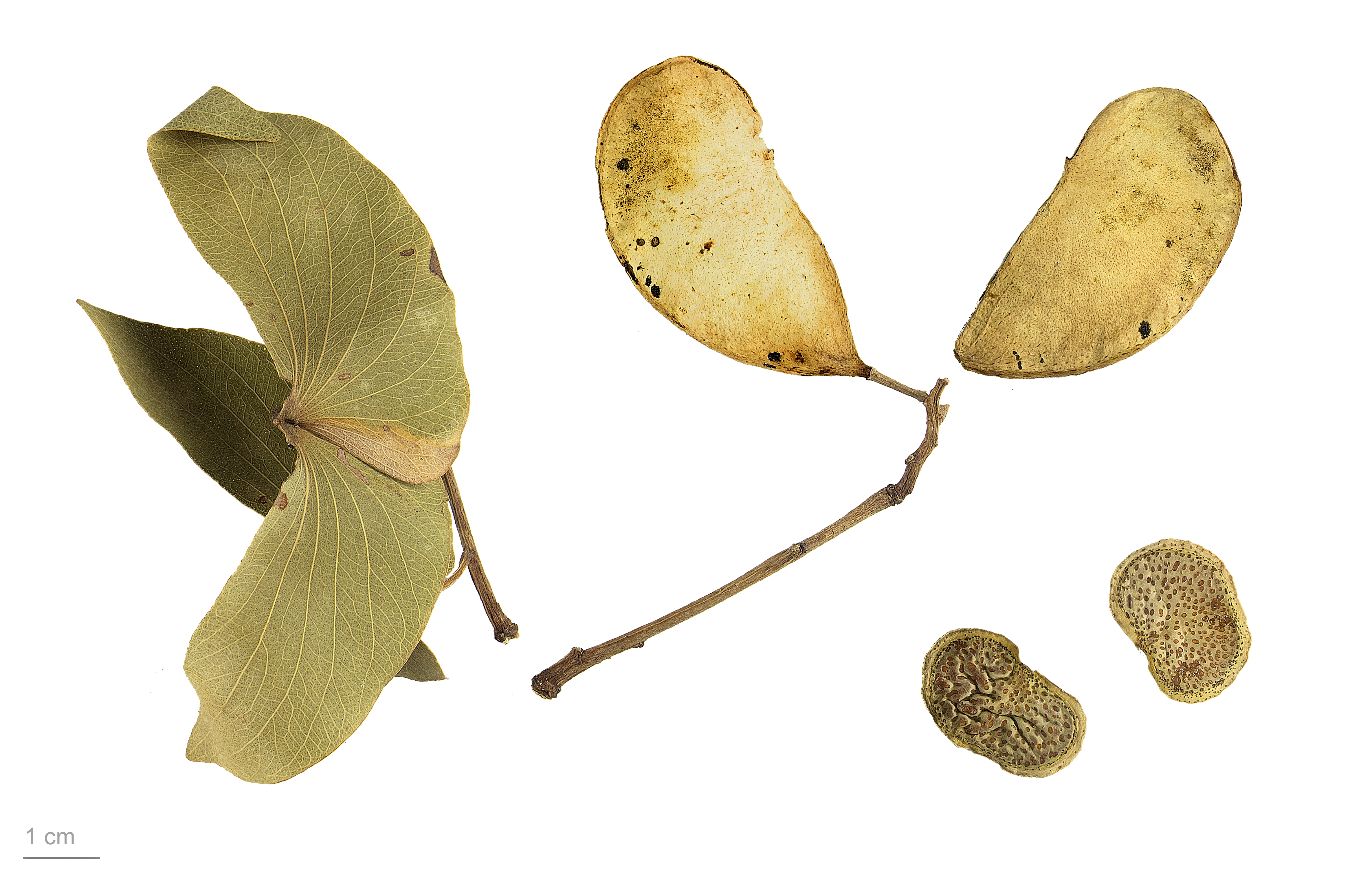
Colophospermum mopane, Blätter, Frucht und Samen

### Vegetative Merkmale
Der Mopane wächst als in der Trockenzeit mehr oder weniger laubabwerfender Strauch oder Baum, der im nördlichen Verbreitungsgebiet bei besten Wachstumsbedingungen Wuchshöhen von bis zu 22–24 Meter erreicht. Pflanzenteile, besonders die Laubblätter, verströmen bei Verletzungen einen Terpentingeruch. Sein bis 50–100 Zentimeter dicker Stamm hat eine sehr typische raue, gräulich-braune, dicke Borke mit tiefen, vertikalen Furchen, Streifen und groben Schuppen. Die große Baumkrone ist schmal. Der Baum liefert ein Harz, Copal.
Die zweizähligen, gestielten und wechselständigen Laubblätter sehen wie Kamelfußabdrücke oder Schmetterlingsflügel aus und falten sich bei starker Hitze zusammen. Der kahle Blattstiel ist etwa 1,5–4,5 Zentimeter lang. Es ist noch eine kleine Spitze am Ende des Laubblattes vorhanden, die ein reduziertes drittes Fiederblatt darstellt. Die schräg-eiförmigen bis -dreieckigen oder halbmondförmigen bis sichelförmig-dreieckigen und sitzenden Blättchen sind ledrig sowie kahl und ganzrandig. An der Spitze sind sie rundspitzig bis abgerundet, an der Basis ist ein Pulvinus ausgebildet. Sie sind etwa 4–11 Zentimeter lang und die Nervatur ist vieladrig handförmig. Die Laubblätter besitzen im Herbst und Frühling eine schöne Färbung. Die Nebenblätter sind früh abfallend. Die drüsigen Blättchen riechen nach Terpentin. Die jungen Blätter sind rötlich.

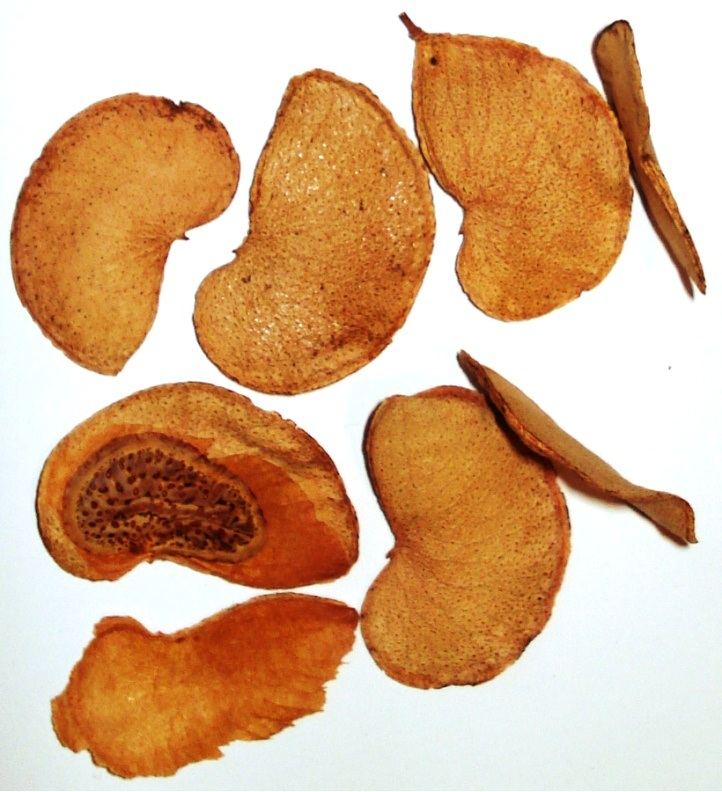
Hülsenfrüchte

### Generative Merkmale
Die Blütezeit reicht von Dezember bis Januar. Es werden achselständige und traubige bis rispige kurze Blütenstände mit einigen Blüten gebildet. Die relativ kleinen zwittrigen, gestielten Blüten mit einfacher Blütenhülle sind grün-gelblich, die Kronblätter fehlen. Die meist 4 Kelchblätter sind rundlich und bootförmig sowie später zurückgelegt. Es sind viele (20–25) freie, herabhängende Staubblätter mit fädigen Staubfäden und großen Antheren und ein oberständiger, seitlich abgeflachter und kahler Fruchtknoten vorhanden. Der seitliche Griffel trägt eine breite, faltige Narbe.
Zwischen April und Juni reifen die flachen, etwas nieren- bis halbmondförmigen, drüsigen und papierigen, nicht öffnenden Hülsenfrüchte und färben sich von grün nach hell und später gefleckt braun; sie enthalten nur einen Samen. Sie sind etwa 3–6 Zentimeter lang und riechen nach Terpentin. Die flachen, oft etwas gebogenen, 1,5–2,5 Zentimeter langen, leichten Samen mit tiefen Falten, Runzeln besitzen zahlreiche gelbliche bis rötliche und klebrige Drüsen. Die klebrigen Samen haften an den Hufen vorbeiziehender Tiere und verbreiten sich so epichor oder mit dem Wind.

### Chromosomenzahl
Die Chromosomenzahl beträgt 2n = 34 (oder 36).

## Synökologie
Die Mopaneblätter dienen vielen Pflanzenfressern wie Elefanten, Giraffen und Spitzmaulnashörnern als nahrhaftes Futter.

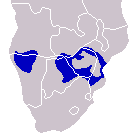
Verbreitungskarte von Mopane im südlichen Afrika

## Vorkommen
Colophospermum mopane ist im Südlichen Afrika im nördlichsten Bereich der Republik Südafrika (nahe dem Fluss Limpopo), in Simbabwe, Mosambik, Botswana, Sambia, Namibia, Angola und Malawi verbreitet. Der Mopane gedeiht in heißen, trockenen Gebieten in Höhenlagen zwischen 200 und 1500 Metern.
Er wird auf dünnen, schlecht entwässernden, alkalischen (hoher Kalkanteil) Böden angetroffen. Hier breitet er sich oft bestandsbildend zu Mopanewäldern aus. Er wächst außerdem auf von Flüssen angeschwemmten Flächen.
In Südafrika und den angrenzenden Gebieten von Botswana und Simbabwe variieren die Bäume in der Größe von 4 bis 18 m und werden Mopane-Sträucher genannt, manchmal bilden sie auch Waldungen, wenn sie einen schlankeren Wuchs haben. Mopane wächst außerhalb der für ihn passenden heißen, frostfreien Gebiete mit Sommerregen nicht gut.

## Systematik
Die Erstbeschreibung erfolgte 1866 unter dem Namen (Basionym) Copaifera mopane durch George Bentham nach John Kirk in Transactions of the Linnean Society of London 25, S. 317. Die Gattung Colophospermum wurde 1949 nach John Kirk 1866 durch Jean Joseph Gustave Léonard in Bulletin du Jardin Botanique de l'État 19, 390 mit der Typusart Colophospermum mopane (J.Kirk ex Benth.) J.Léonard eingeführt. Colophospermum mopane ist die einzige Art der Gattung Colophospermum aus der Tribus Detarieae in der Unterfamilie Caesalpinioideae innerhalb der Familie der Fabaceae. Diese Art wird manchmal in die Gattung Hardwickia Roxb. eingeordnet. 
Weitere Synonyme sind: Copaiba mopane (Kirk ex Benth.) Kuntze und Hardwickia mopane (Kirk ex Benth.) Breteler
Der Gattungsname Colophospermum leitet sich von den griechischen Wörtern colophos für „Kolophonium“ und spermum für Samen ab, das sich augenscheinlich auf die harzig, klebrigen Samen bezieht (Kolophonium ist klebrig).

## Verwendung

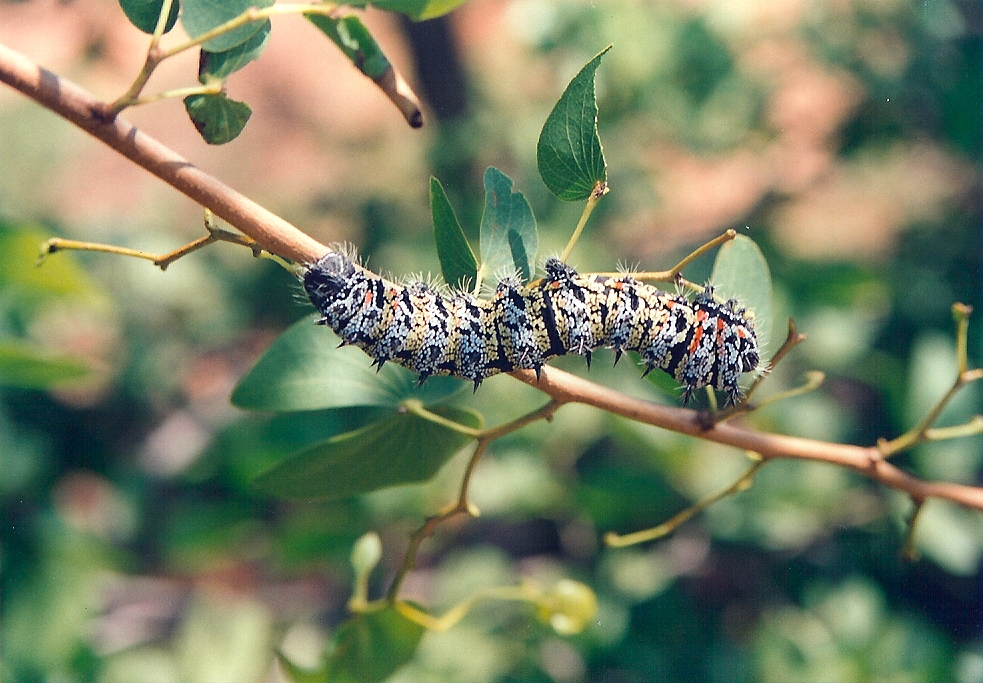
Raupe von Gonimbrasia belina an Mopane (Colophospermum mopane)

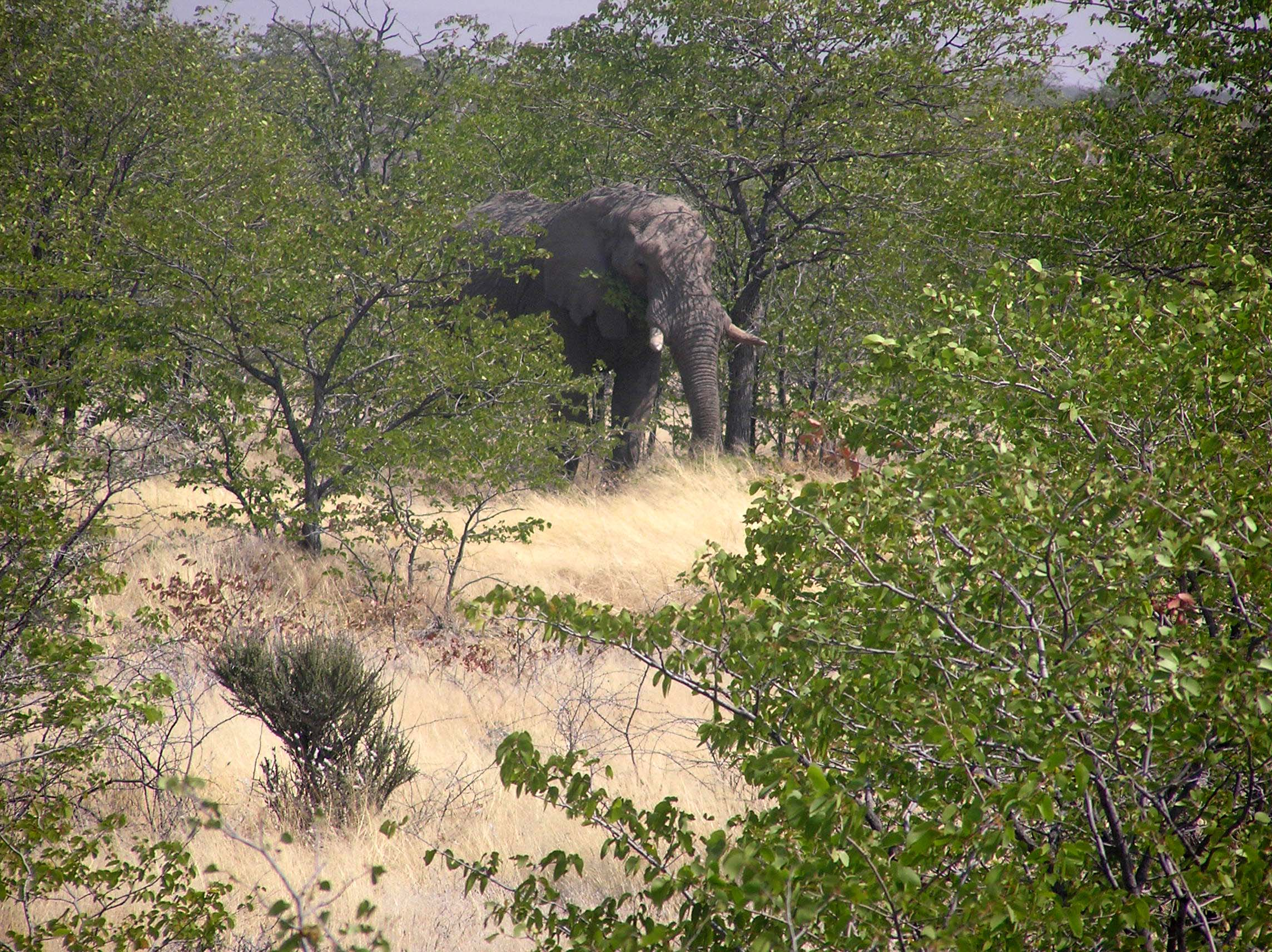
Ein Elefant zwischen Mopanebäumen im Etosha-Nationalpark

Zusammen mit Kameldorn (Acacia erioloba) und dem Ahnenbaum (Combretum imberbe) bildet er die Triade der Brennhölzer für Menschen im südlichen Afrika.
Die Laubblätter sind Nahrung für die Raupe von Gonimbrasia belina, einem Nachtfalter aus der Familie der Pfauenspinner. Wegen ihres hohen Proteingehaltes werden diese Raupen von Menschen geröstet, getrocknet oder in der „Mopanewurmsuppe“ gegessen. Das Sammeln von Mopaneraupen ist eine wichtige Einnahmequelle für viele Menschen. Die Blätter dienen auch als Nahrung für Gonometa rufrobrunea, die Wildseide produziert. 
Die Rinde wird zum Herstellen von Schnüren und zum Gerben verwendet. Die Blätter werden zur Wundheilung und Bekämpfung von Magenbeschwerden benutzt.
Traditionell wird Mopaneholz für den Hausbau und für Kraalzäune verwendet, und die Zweige werden als Zahnbürste gekaut.
Das harte, rötliche und sehr schwere Holz (Eisenholz) wurde für Eisenbahnschwellen und zur Ausschachtung von Bergwerksstollen genutzt. Es gehört zu den schwersten Hölzern des südlichen Afrika und ist durch seine Härte offensichtlich schwer zu bearbeiten. Gerade das macht es aber termitenresistent, weshalb es oft für Zaunpfosten und Bodenbeläge genutzt wird.
Mopane hat eine durchschnittliche Darrdichte von 1075 kg/m³.
In der jüngeren Zeit setzt sich Mopane-Holz im Holzblasinstrumentenbau immer mehr als mögliches Ersatzholz für Grenadill (Dalbergia melanoxylon) durch, da es ebenso wie dieses sehr hart und dicht ist und auch ähnlich vorteilhafte klangliche Eigenschaften besitzt, so bei den Klarinettenbauern Seggelke Klarinetten und F. Arthur Uebel. Zudem sind bisher keine nennenswerten allergischen Reaktionen auf Mopane-Holz bekannt, die jedoch bei den verschiedenen der Dalbergien-Arten oft vorkommen.
Die Wurzeln werden wegen ihrer hohen Witterungsfestigkeit in der Terraristik und Aquaristik eingesetzt.